# Chapra (bướm nhảy)
Chapra là một chi bướm ngày thuộc họ Bướm nâu.